# Carolus Antonius Fodor
Carolus Antonius (Antoine) Fodor (Venlo, gedoopt 12 april 1768 – Amsterdam, 22 februari 1846) was een Nederlands pianist, dirigent en componist.
Hij was zoon van Carolus Fodor en Maria Elizabeth Messemaeckers. Zijn vader was militair en musicus; zijn moeder afkomstig uit een muzikale familie. Broers Charles Fodor en Joseph Fodor gingen eveneens de muziek in. In 1798 trouwde Antonie Fodor met Geertruida Tersteeg. Hun vermoedelijk enige zoon Carel Joseph Fodor was naast steenkoolhandelaar ook kunstverzamelaar. Hij liet zijn verzameling na zijn dood na aan de stad Amsterdam, wat uiteindelijk zou leiden tot de stichting van Museum Fodor.
Antoine Fodor, een generatiegenoot van Beethoven, kreeg als kind klavecimbel-les in Mannheim, en op 13-jarige leeftijd ging hij met zijn oudere broer Carolus Emanuel naar Parijs om zijn studie voort te zetten. Na mogelijk ook nog Rusland aangedaan te hebben, vestigde hij zich in 1790 in Amsterdam. In hetzelfde jaar gaf hij concerten bij Felix Meritis in Amsterdam en aan het hof in Den Haag. Hij bouwde een solide reputatie op als pianovirtuoos en muziekleraar, en verwierf een belangrijke positie in het Amsterdamse muziekleven.
Na de dood van Bartholomeus Ruloffs in 1801 werd hij benoemd tot dirigent van het orkest van Felix Meritis, dat hij vijfentwintig jaar leidde. Een jaar later volgde zijn benoeming als dirigent van het orkest Eruditio Musica. In 1808 werd hij door Lodewijk Napoleon voorgedragen als lid van het Instituut voor Wetenschappen, Literatuur en Schone Kunsten, de voorloper van de huidige Koninklijke Nederlandse Akademie van Wetenschappen. In 1811 richtte hij, samen met Johann Wilhelm Wilms en enkele anderen, de dinsdagsconcerten in de Munt op.
Antoine Fodor was na Wilms de belangrijkste Nederlandse componist van zijn generatie. Hij componeerde onder meer drie symfonieën, een aantal pianoconcerten, veel kamermuziek waarin de piano de hoofdrol speelt, enkele liederen op Nederlandse teksten en allerlei gelegenheidswerken, waaronder een aantal cantates. Zijn opera Numa Pompilius is verloren gegaan. Zijn vroege werken sluiten aan bij de stijl van Haydn. Na 1800 krijgt zijn muziek soms vroeg-romantische trekjes.
- Bibliothèque nationale de France: cb13960816z (data)
- Biografisch Portaal: 76064709
- Catàleg d'autoritats de noms i títols de Catalunya: 981058516920606706
- Gemeinsame Normdatei: 123901898
- International Standard Name Identifier: 0000 0000 2231 3201
- Library of Congress Control Number: n83066225
- MusicBrainz: 85d75563-4691-4fac-8353-8607de47f857
- Nationale Bibliotheek van Tsjechië: xx0162169
- Nederlandse Thesaurus van Auteursnamen: 07229017X
- Virtual International Authority File: 12498083
- WorldCat: E39PBJwtqmY73JfpMkbGx9pgKd